# Wladimir Rudolfowitsch Vogel
Wladimir Rudolfowitsch Vogel (ryska: Владимир Рудольфович Фогель), född 17/29 februari 1896 i Moskva, död 19 juni 1984 i Zürich, var en schweizisk tonsättare av tysk-rysk härkomst.

## Biografi
Vogel studerade första komposition i Moskva med Skrjabin, sedan mellan 1918 och 1924 med Heinz Tiessen och Ferruccio Busoni i Berlin, där han sedan undervisade (1929-33) vid Klindworth-Scharwenka Conservatory. Han stod nära den expressionistiska cirkeln runt Herwarth Walden och var aktiv (tillsammans med George Antheil, Hanns Eisler, Philipp Jarnach, Stefan Wolpe och Kurt Weill) i musiksektionen av novembergruppen med Max Butting och Hans Heinz Stuckenschmidt. Han har skrivit en lång rad verk, bl. a. oratorier och orkesterverk.
År 1933, betecknad som "degenererad artist" av den nazistiska regimen, lämnade han Tyskland och flyttade mellan Strasbourg, Bryssel, Paris och London. Han vände sig först till tolvtonsteknik med sin violinkonsert 1937. Från 1939 bodde han i Schweiz, först i Ascona och från 1964 i Zürich. Tills han blev en schweizisk medborgare 1954, fick han inte arbeta i Schweiz, och förlitade sig på stöd från rika mecenater och sin hustru, författaren Aline Valangin. Under denna tid studerade han komposition privat, var aktiv i ISCM, deltog i Hermann Scherchens "Sessions d'études musicales et dramatiques" i Strasbourg, och organiserade en internationell pre-konferens för tolvtonsmusik i Osilina 1949. Bland hans studenter fanns Erik Bergman, Maurice Karkoff, Rodolfo Holzmann, Robert Suter, Einojuhani Rautavaara, och Rolf Liebermann.

## Verk i urval
Vogel komponerade en symfoni, stycken för orkester, stråkorkester, blåsensemble, en konsert för violin och en annan för cello, verk för kör, solister och orkester, men de viktigaste, kallade "drama-oratorier", bygger på en syntes av tal och sång och kammarmusik.
- Drei Sprechlieder nach August Stramm för baryton och piano (1922)
- Sinfonischer Vorgang för stor orkester (1922–23)
- Wagadus Untergang durch die Eitelkeit, drama-oratorie (1930)
- Sinfonia fugata för stor orkester (1930–1932)
- Vier Etüden for large orchestra (1930–1932)
- Variétude för piano (1931)
- Rallye för stor orkester (1932)
- Violin Concerto (1937)
- Thyl Claes, Parts I and II, drama-oratorie (1941–42 och 1943–45)
- In memoriam, Two Sonnets by Roger Vuataz for contralto, viola, harpa and timpani, VWV 42 (1947)
- Jona ging doch nach Ninive, drama-oratorie (1957–58)
- Meditazione sulla maschera di Modigliani, drama-oratorie (1960)
- Worte (Hans Arp) för två talröster och stråkar (1962)
- Flucht, drama-oratorie (1963–64)
- Gli spaziali drama-oratorie (1970–71)
- Abschied för stråkorkester (1973)
- Vier Versionen einer Zwölftonfolge för piano (1973)
- Meloformen för stråkorkester (1974)
- In Signum IM för stor orkester (1976)
- Verstrebungen för kammarorkester (1977)
- Kleine Hörformen för viola och piano, VWV 51 (1979)
- Reigen för kammarorkester (1981)
- Humoreske, Paraphrasen über 2 Themen von Gottschalk and Tschaikowsky för stor orkester (1981)
- Klangexpressionen (Bulgakov), stråkkvartett (1983)
- Colori e movimenti för orkester (1983)